# Giannettino Odone
Giannettino Odone, né en 1626 à Gênes et mort en 1698 à Gênes, est un homme politique italien, 124e doge de Gênes du 16 juillet 1677 au 16 juillet 1679.